# Плем'я (фільм, 2014)
«Пле́м'я» (англ. The Tribe) — копродукційний кримінально-драматичний фільм, знятий Мирославом Слабошпицьким. Фільм є копродукцією України та Нідерландів. Фільм є дебютною повнометражною роботою режисера. Світова прем'єра стрічки відбулась 21 травня 2014 року на Каннському кінофестивалі, прем'єра в Україні — 11 вересня 2014 року. Фільм розповідає про молодого хлопця Сергія, який прибуває до інтернату для глухих, де вступає в кримінальне угрупування «Плем'я» й закохується в дівчину Аню.
Стрічка особлива тим, що вона стала першим фільмом у світі, знятим без єдиного слова — виключно українською жестовою мовою, і при цьому не має субтитрів, інтертитрів чи закадрового голосу. Стрічка вийшла в прокат у десятках країн та була представлена на понад 100 кінофестивалях світу, де отримала понад 40 нагород, серед яких Європейський кіноприз і три призи Каннського кінофестивалю. На переконання режисера, «Плем'я» стало першим українським фільмом, що вийшов у прокат в багатьох країнах світу.
Займає 4-ту позицію у списку 100 найкращих фільмів в історії українського кіно.

## Сюжет
1 вересня хлопець на ім'я Сергій прибуває до інтернату для людей із вадами слуху. З ним знайомиться один із учнів на прізвисько Шнирь, який представляє Сергія — Королю, ватажку кримінальної організації «Плем'я», до котрої входять мешканці інтернату та вчитель праці. Король, пересвідчившись в тому, що Сергій не страждає наркозалежністю, призначає йому випробування бійкою з найкращими із своїх людей. Хлопець перемагає і його відсилають на першу справу — пограбування. На святкуванні його успішного виконання Сергій знайомиться з Анею, яка працює повією в банді Короля та є його наложницею.
Після того як у результаті нещасного випадку помирає сутенер Ані, його місце займає Сергій. Він платить їй за секс з ним і закохується у неї. Після цього Аня вагітніє і витрачає крадені гроші Сергія на аборт. Тим часом Король разом з учителем праці домовляється з деким спонсором, щоб відправити Аню разом з іншою повією Свєткою до Італії як секс-рабинь. Їм роблять закордонний паспорт, але, коли про нього дізнається Сергій, він забирає Анін паспорт і рве на шматки. Король разом зі своїми людьми б'є його, доки той не втрачає свідомість. Вночі того ж дня Сергій вбиває Короля та його поплічників, поки ті сплять, і йде геть.

## У ролях
У фільмі знялися наступні актори:

| Актор                 | Роль                 |
| --------------------- | -------------------- |
| Григорій Фесенко      | Сергій               |
| Яна Новикова          | Аня                  |
| Роза Бабій            | Свєтка               |
| Ярослав Білецький     |                      |
| Олександр Дзядевич    | Гера                 |
| Олександр Осадчий     | Король               |
| Іван Тишко            | Макар                |
| Олександр Сидельников | Шнирь                |
| Олександр Паніван     | учитель праці        |
| Кирило Кошик          | спонсор              |
| Тетяна Радченко       | директорка інтернату |
| Людмила Руденко       | учитель історії      |
| Марина Паніван        | Нора                 |

## Виробництво

### Розробка
Мирослав Слабошпицький зацікавився жестовою мовою глухих людей, ще коли вчився у київській школі №186. Навпроти цієї школи знаходився інтернат для дітей із вадами слуху і гурти хлопчаків цих шкіл часто билися між собою. Як згадує режисер "Бувало й билися з ними школа на школу." Коментуючи ґенезу фільму, Слабошпицький зазначав, що "«Плем’я» будувалося трохи на моїх шкільних мемуарах, трохи — на розповідях друзів та на спостереженнях".
У 2010 році Слабошпицький зняв короткометражний фільм «Глухота» про один день із життя глухих, який був номінований на Берлінському міжнародному кінофестивалі як найкращий короткометражний фільм. Після його фестивального успіху у жовтні того ж року він отримав грошовий грант від Фонду Хуберта Белса Роттердамського міжнародного кінофестивалю на розробку повнометражного фільму, і після цього почав працювати над його сценарієм. Коментуючи вихід короткометражки "Глухота", з якої за словами режисера "в деякому сенсі, виросло „Плем’я", він зізнався, що більшість кіноідей режисера прийшли до нього дуже давно, включно з ідеєю зняти фільм про глухих, яка з'явилася у нього ще коли йому було 25 років.

### Кастинг
Пошук акторів розпочався у 2013 році і тривав майже рік. Про кастинг актори дізнавались через новинні сайти, соцмережі та оголошення Українське товариство глухих. Хоча згодом режисер зазначив, що здебільшого кастинг відбувався саме через соціальні мережі. Сам режисер відвідав майже всі українські спеціалізовані школи-інтернати з метою поширення інформації про підбір акторів до його фільму. Кастинг проходив у 5 турів. За словами режисера, під час кастингу він продивився понад 400 хлопців і дівчат із вадами слуху. Свої сили у якості акторів кіно пробували глухі та з вадами слуху дівчата і молоді люди, які приїхали з регіонів України, а також з Білорусі та Росії. У вересні 2013 року був остаточно затверджений акторський склад і до початку зйомок у жовтні проходили репетиції. Серед затверджених акторів, були також двоє іноземних підлітків з вадами слуху: дівчина з Гомеля (Білорусь) та хлопчина з Рязані (Росія). Для всіх акторів, задіяних у фільмі, «Плем'я» стало дебютом у кіно.
Виконавиця головної ролі - білоруска Яна Новікова. Вона дізналася, що в Києві є професійний театр для глухих "Веселка" в Культурному Центрі УТОГ й там якраз набирали нових акторів і майбутніх студентів Академії циркового та театрального мистецтва, й для проб туди спеціально приїхала в Київ з Білорусі. Хоча Новікова й не отримала там ролі, але її помітив Мирослав Слабошпицький і запросив на кастинг свого фільму.
Григорія Фесенка, виконавця головної ролі, привів на кастинг його друг актор Кирило Кошик, тому що він, за його словами, був дуже схожий на Сергія Бодрова.

### Кошторис
У грудні 2011 проєкт дебютного ігрового художнього повнометражного фільму «Плем'я» став одним з переможців другого відкритого конкурсу на отримання державного фінансування від Держкіно у секції "Ігрові фільми" з 42,9 балами та отримав державне фінансування (Держкіно не повідомляло публічно суму коштів, яка мала бути виділена з держбюджету на цей та інші проєкти 2-го пітчингу). Згодом стало відомо, що кошторис стрічки склав ₴16,3 млн грн, половину з яких профінансувало Державне агентство України з питань кіно (₴8,15 млн грн); а другу половину — Фонд Рината Ахметова «Розвиток України», Фонд Хуберта Белса Роттердамського міжнародного кінофестивалю (Нідерланди), а також продюсер фільму Валентин Васянович коштами, залученими ним особисто. За визнанням Слабошпицького, найважчим у роботі над фільмом було питання фінансування, тому що «щодня було не зрозуміло, чи розпочнеться робота, чи все замре».

### Зйомки
Зйомки фільму тривали шість місяців: з жовтня 2013 року по березень 2014 року. Інтернат, в якому відбувалась основна дія фільму, був реальним навчальним закладом — середньою школою № 186 міста Київ, де навчався сам режисер.. Стрічка знімалася камерою Steadicam у деякому сенсі у «документальній» манері, де практично немає близьких ракурсів і практично весь фільм складається з довгих ракурсів та дублів. Як пояснив згодом режисер, цей стиль зйомок був обраний випадково, під-час репетицій, коли творці зрозуміли що віддалені ракурси дозволяють побачити міміку всього тіла німих акторів (а не лише губи як то буває у звичайних близьких ракурсах).
Оскільки Слабошпицький сам не володів українською жестовою мовою, у роботі з глухонімими акторами йому допомагали різні асистенти, зокрема перекладачка Анфіса. За словами Слабошпицького, завдання перекладача було двояке: перекладати українською жестовою мовою його настанови та слідкувати, аби актори дотримувались сценарію. Як пояснив згодом Слабошпицький, під час зйомок він завжди мав з собою "walkie-talkie" рацію, за допомогою якої він давав накази своїм асистентам, які перекладали його директиви акторам.
Під час зйомок Слабошпицький забороняв акторам ходити на Євромайдан, але Григорій Фесенко, виконавець головної ролі, все-таки ходив на мітинги і брав участь у бійках.
По завершенні зйомок, з усього акторського складу тільки Яна Новікова продовжила акторську кар'єру.

### Тема
У пізніших інтерв'ю Слабошпицький зізнався, що сама тема глухих безпосередньо його не цікавила, але цікавила можливість зняти "німе кіно". Бажаючи зняти німий фільм режисер не знав, як його подати та стилізувати, а використовуючи жестову мову, якою спілкуються глухі люди України, він вважає що йому вдалося зробити реалістичну картину, що оповідає певну історію та має особливу пластику.
Сам режисер вважає свій фільм класичним вестерном, тільки в умовах сьогодення: «іноземець приїжджає в місто, вступає в банду, закохується в дівчину ватажка».

### Назва
Назва стрічки посилається на однойменне кримінальне угрупування з фільму, навколо якого розгортається сюжет. Режисер пояснює, що саме слово «Плем’я» відсилає до поганських, дохристиянських часів, де реальність – поза світом добра і зла. Члени племені невинні, вони не розуміють різниці між цими категоріями. За словами Слабошпицького "Плем'я - це чистий Ніцше «По той бік добра і зла». І народжується любов, хай вона там така-сяка, але все одно любов."

## Сприйняття

### Критика

#### Іноземні кінокритики
Стрічка «Плем'я» отримала майже універсально-позитивні відгуки з боку іноземних кінокритиків. На вебсайті Rotten Tomatoes стрічка має рейтинг 88 % за підсумком 109 рецензій критиків із середнім балом 7,6. Вебсайт, спираючись на консенсус критиків, визначив фільм як «похмуру драму, чиї безсловесні діалоги красномовніші за слова. „Плем'я“ це сміливий, новаторський погляд на німе кіно для сучасної аудиторії». На Metacritic фільм отримав 78 балів зі 100 на підставі 27 рецензій, що вважається «загальним схваленням».

#### Українські кінокритики
Загалом стрічку отримала стримано-позитивні відгуки від українських кінокритиків. На думку письменника та кінокритика Андрія Кокотюхи «Детектор медіа» «Плем'я» — […] це точно не соціальна драма, знята суб'єктивною камерою в режимі реального часу", навпаки, «Плем'я» — це в першу чергу вестерн, адаптований, до сучасних українських реалій та помножений на субкультуру замкненого середовища глухих. Серед найбільших переваг фільму, Кокотюха назвав відсутність саунд-треків та взагалі музичного супроводу, що допомогло глядачу не просто відчути ефект присутності, опинившись у раніше незнаному середовищі, а поставити себе на місце дійових осіб й відчути те що відчувають глухонімі. Оглядач видання «Дзеркало тижня» Ярослав Підгора-Гвяздовський, переконаний, що режисер цією стрічкою дійсно зумів віднайти щось оригінальне, хоча й дорікнув йому недосконалістю багатьох аспектів фільму як от несправжні сцени бійок та нещирі еротичні сцени. Однією з найбільших чеснот фільму Підгора-Гвяздовський назвав структурну стрункість сюжетної історії, її чіткість та зрозумілість.
А за словами кінокритикині видання «Український тиждень» Катерини Барабаш, глухонімота персонажів хоча й допомагає режисерові створити красиве кіно, але насправді не є головною у стрічці; як підкреслює Барабач «якщо раптом усі ці підлітки заговорять, нічого, схоже, в картині не зміниться. […] Це стрічка про підлітків. Просто про підлітків.» Барабаш підсумувала свій огляд назвавши стрічку «художньою спекуляцією» та зробила висновок, що автори «Племені» «забезпечили фільм всіма ознаками сміливої форми, але не спромоглися начинити своїм, тільки їй властивим змістом». Кінооглядачка видання «iPress» Вікторія Кондратишина назвала стрічку фільмом-трагедією, адже на її переконання саме трагізм ситуації в яку потрапляють протагоністи є ключовим, а не жорстокість світу. Хоча Кондратишина й знайшла багато позитивного у стрічці, як наприклад спроможність фільму змусити глядача глибоко співпереживати біль та насолоду головних героїв, все ж у підсумку вона назвала її банальною підкресливши що «якщо головна героїня фільму — тиша, покине його, то залишиться проста, жорстока соціальна драма із класичним вражаючим сюжетом любові і помсти, з домішками безжалісного вбивства та відвертих еротичних сцен. Магія завершиться, і кінокартина перетвориться на банальну стрічку».
Підбиваючи кінопідсумки 2014 року українські кіножурналісти, згідно з опитуванням «Бюро української кіножурналістики», назвали «Плем'я» найкращою стрічкою 2014 року. Також її було визнано найбільш суперечливою стрічкою і стрічкою, яка здивувала найприємніше. На думку журналістів фільм «Плем'я» став найважливішою українською кіноподією 2014 року, а Мирослав Слобошпицький — кіномитцем року.

### Списки найкращих фільмів
Фільм увійшов до декількох списків найкращих фільмів 2014—2015 років.
- 1-ше місце — Джонатан Ромні, Film Comment[41]
- 1-ше місце — Тодд Мак-Карті, The Hollywood Reporter[42]
- 7-ме місце — Джеймс Куондт, Artforum[43]
- 7-ме місце — Дрю Мак-Віні, HitFix[44]
- 8-ме місце — Sight & Sound[45]
- 10-те місце — Cine-Vue[46]

### Нагороди  та номінації
| Нагороди та номінації фільму «Плем'я» | Нагороди та номінації фільму «Плем'я»                                  | Нагороди та номінації фільму «Плем'я»                                             | Нагороди та номінації фільму «Плем'я» | Нагороди та номінації фільму «Плем'я» | Нагороди та номінації фільму «Плем'я» | Нагороди та номінації фільму «Плем'я» |
| Рік                                   | Кінопремія / Кінофестиваль                                             | Категорія / Нагорода                                                              | Номінант                              | Результат                             | Дж                                    |                                       |
| ------------------------------------- | ---------------------------------------------------------------------- | --------------------------------------------------------------------------------- | ------------------------------------- | ------------------------------------- | ------------------------------------- | ------------------------------------- |
| 2014                                  | Art Film Fest                                                          | Нагорода від мера Тренчина                                                        | «Плем'я»                              | Перемога                              | [ 47 ]                                |                                       |
| 2014                                  | Fantastic Fest                                                         | «Нова хвиля» за найкращу режисерську роботу                                       | Мирослав Слабошпицький                | Перемога                              | [ 48 ]                                |                                       |
| 2014                                  | Варшавський міжнародний кінофестиваль                                  | Найкращий дебютний фільм                                                          | «Плем'я»                              | Перемога                              | [ 49 ]                                |                                       |
| 2014                                  | Відкритий фестиваль кіно країн СНД, Латвії, Литви та Естонії «Кіношок» | Найкращий фільм                                                                   | «Плем'я»                              | Номінація                             | [ 50 ] [ 51 ]                         |                                       |
| 2014                                  | Відкритий фестиваль кіно країн СНД, Латвії, Литви та Естонії «Кіношок» | Найкращий режисер                                                                 | Мирослав Слабошпицький                | Перемога                              | [ 50 ] [ 51 ]                         |                                       |
| 2014                                  | Гамбурзький кінофестиваль                                              | Нагорода Young Talent                                                             | «Плем'я»                              | Номінація                             | [ 52 ]                                |                                       |
| 2014                                  | Гентський міжнародний кінофестиваль                                    | Нагорода «Відкриття»                                                              | «Плем'я»                              | Перемога                              | [ 53 ]                                |                                       |
| 2014                                  | Денверський кінофестиваль                                              | Нагорода імені Кшиштофа Кесльовського за найкращий іноземний фільм                | «Плем'я»                              | Перемога                              | [ 54 ]                                |                                       |
| 2014                                  | Європейський кіноприз                                                  | Приз «Відкриття року»                                                             | «Плем'я»                              | Перемога                              | [ 55 ]                                |                                       |
| 2014                                  | Єреванський міжнародний кінофестиваль «Золота абрикоса»                | «Золота абрикоса» за найкращий фільм                                              | «Плем'я»                              | Перемога                              | [ 56 ]                                |                                       |
| 2014                                  | Єреванський міжнародний кінофестиваль «Золота абрикоса»                | Приз ФІПРЕССІ                                                                     | «Плем'я»                              | Перемога                              | [ 56 ]                                |                                       |
| 2014                                  | Каннський кінофестиваль                                                | Гран-прі «Тижня критиків»                                                         | «Плем'я»                              | Перемога                              | [ 57 ]                                |                                       |
| 2014                                  | Каннський кінофестиваль                                                | Нагорода «Одкровення» (Prix de la révélation)                                     | «Плем'я»                              | Перемога                              | [ 57 ]                                |                                       |
| 2014                                  | Каннський кінофестиваль                                                | Нагорода від фонду Gan на підтримку дистриб'юції                                  | «Плем'я»                              | Перемога                              | [ 57 ]                                |                                       |
| 2014                                  | Каннський кінофестиваль                                                | «Золота камера» за найкращий дебютний фільм                                       | «Плем'я»                              | Номінація                             | [ 57 ]                                |                                       |
| 2014                                  | Кінофестиваль братів Манакі                                            | «Золота камера» за найкращу операторську роботу                                   | Валентин Васянович                    | Перемога                              | [ 58 ]                                |                                       |
| 2014                                  | Коркський кінофестиваль                                                | Нагорода «Дух фестивалю»                                                          | «Плем'я»                              | Перемога                              | [ 59 ]                                |                                       |
| 2014                                  | Лондонський кінофестиваль                                              | Нагорода Sutherland Trophy за найкращий дебютний фільм                            | «Плем'я»                              | Перемога                              | [ 60 ]                                |                                       |
| 2014                                  | Лондонський кінофестиваль                                              | Нагорода молодіжного журі                                                         | «Плем'я»                              | Перемога                              | [ 60 ]                                |                                       |
| 2014                                  | Міжнародний кінофестиваль Tofifest                                     | Гран-прі «Золотий янгол»                                                          | «Плем'я»                              | Перемога                              | [ 53 ]                                |                                       |
| 2014                                  | Міжнародний кінофестиваль «Дзеркало» імені Андрія Тарковського         | Гран-прі                                                                          | «Плем'я»                              | Перемога                              | [ 61 ]                                |                                       |
| 2014                                  | Міжнародний кінофестиваль «Дзеркало» імені Андрія Тарковського         | Спецприз імені Сергія Добротворського від журналу «Сеанс»                         | «Плем'я»                              | Перемога                              | [ 61 ]                                |                                       |
| 2014                                  | Міланський кінофестиваль                                               | Найкращий фільм                                                                   | «Плем'я»                              | Перемога                              | [ 62 ]                                |                                       |
| 2014                                  | Мілуокський кінофестиваль                                              | Нагорода Herzfeld Competition                                                     | «Плем'я»                              | Перемога                              | [ 63 ]                                |                                       |
| 2014                                  | Мінський міжнародний кінофестиваль «Лістапад»                          | «Золото Лістапада» за найкращий фільм                                             | «Плем'я»                              | Перемога                              | [ 64 ]                                |                                       |
| 2014                                  | Мінський міжнародний кінофестиваль «Лістапад»                          | «Срібло Лістапада» за фільм як явище мистецтва                                    | «Плем'я»                              | Перемога                              | [ 64 ]                                |                                       |
| 2014                                  | Мотовунський кінофестиваль                                             | «Пропелер» за найкращий фільм                                                     | «Плем'я»                              | Перемога                              | [ 65 ]                                |                                       |
| 2014                                  | Онлайн-спілка кінокритиків                                             | Найкращий неамериканський реліз (Неконкурсна програма)                            | «Плем'я»                              | Перемога                              | [ 66 ]                                |                                       |
| 2014                                  | Паличський кінофестиваль                                               | Найкращий фільм (Паралельна програма)                                             | «Плем'я»                              | Перемога                              | [ 67 ]                                |                                       |
| 2014                                  | Салонікський міжнародний кінофестиваль                                 | Найкращий режисер                                                                 | Мирослав Слабошпицький                | Перемога                              | [ 68 ]                                |                                       |
| 2014                                  | Сан-Паульський міжнародний кінофестиваль                               | Найкращий фільм                                                                   | «Плем'я»                              | Номінація                             | [ 69 ]                                |                                       |
| 2014                                  | Сан-Паульський міжнародний кінофестиваль                               | Найкращий сценарій                                                                | Мирослав Слабошпицький                | Перемога                              | [ 69 ]                                |                                       |
| 2014                                  | Сан-Себастьянський міжнародний кінофестиваль                           | Приз глядацьких симпатій                                                          | «Плем'я»                              | Номінація                             | [ 70 ]                                |                                       |
| 2014                                  | Сіджаський кінофестиваль                                               | Нагорода Experimenta                                                              | «Плем'я»                              | Перемога                              | [ 71 ]                                |                                       |
| 2014                                  | Стокгольмський міжнародний кінофестиваль                               | «Бронзовий кінь» за найкращий фільм                                               | «Плем'я»                              | Номінація                             | [ 72 ]                                |                                       |
| 2014                                  | Таррагонський міжнародний кінофестиваль                                | Нагорода Opera Prima                                                              | «Плем'я»                              | Перемога                              | [ 73 ]                                |                                       |
| 2014                                  | Тбіліський міжнародний кінофестиваль                                   | «Золотий Прометей» за найкращий фільм                                             | «Плем'я»                              | Перемога                              | [ 74 ]                                |                                       |
| 2014                                  | Тбіліський міжнародний кінофестиваль                                   | Нагорода імені Сергія Параджанова за видатне поетичне бачення                     | Мирослав Слабошпицький                | Перемога                              | [ 74 ]                                |                                       |
| 2014                                  | Фестиваль Американського кіноінституту                                 | Спеціальний приз журі                                                             | «Плем'я»                              | Перемога                              | [ 75 ]                                |                                       |
| 2014                                  | Фестиваль Американського кіноінституту                                 | Приз глядацьких симпатій                                                          | «Плем'я»                              | Номінація                             | [ 75 ]                                |                                       |
| 2014                                  | Філадельфійський кінофестиваль                                         | Нагорода Archie за найкращий дебютний фільм                                       | «Плем'я»                              | Перемога                              | [ 76 ]                                |                                       |
| 2015                                  | Вільнюський міжнародний кінофестиваль                                  | Найкращий фільм                                                                   | «Плем'я»                              | Номінація                             | [ 77 ]                                |                                       |
| 2015                                  | Вільнюський міжнародний кінофестиваль                                  | Найкращий режисер                                                                 | Мирослав Слабошпицький                | Перемога                              | [ 77 ]                                |                                       |
| 2015                                  | Дублінська спілка кінокритиків                                         | Найкращий фільм                                                                   | «Плем'я»                              | 4-те місце                            | [ 78 ]                                |                                       |
| 2015                                  | Дублінська спілка кінокритиків                                         | Найкращий режисер                                                                 | Мирослав Слабошпицький                | 3-тє місце                            | [ 78 ]                                |                                       |
| 2015                                  | Дублінський міжнародний кінофестиваль Jameson                          | Найкращий фільм                                                                   | «Плем'я»                              | Перемога                              | [ 79 ]                                |                                       |
| 2015                                  | Женевський міжнародний кінофестиваль Black Movie                       | Приз молодіжного журі                                                             | «Плем'я»                              | Номінація                             | [ 80 ]                                |                                       |
| 2015                                  | Канзаська спілка кінокритиків                                          | Найкращий іноземний фільм                                                         | «Плем'я»                              | Номінація                             | [ 81 ]                                |                                       |
| 2015                                  | Кінопремія «Ніка»                                                      | Найкращий фільм країн СНД і Балтії                                                | «Плем'я»                              | Перемога                              | [ 82 ]                                |                                       |
| 2015                                  | Клівлендський міжнародний кінофестиваль                                | Нагорода імені Джорджа Ганда ІІІ за найкращий фільм Центральної та Східної Європи | «Плем'я»                              | Номінація                             | [ 83 ]                                |                                       |
| 2015                                  | Асоціація кінокритиків Лос-Анджелеса                                   | Найкращий іноземний фільм                                                         | «Плем'я»                              | 2-ге місце                            | [ 84 ]                                |                                       |
| 2015                                  | Міжнародне товариство сінефілів                                        | Найкращий фільм, випущений у 2014 році                                            | «Плем'я»                              | Перемога                              | [ 85 ]                                |                                       |
| 2015                                  | Монський міжнародний кінофестиваль                                     | Приз молодих європейців                                                           | «Плем'я»                              | Перемога                              | [ 86 ]                                |                                       |
| 2015                                  | Монський міжнародний кінофестиваль                                     | Приз журі CICAE                                                                   | «Плем'я»                              | Перемога                              | [ 86 ]                                |                                       |
| 2015                                  | Монтклерський кінофестиваль                                            | Найкращий художній фільм                                                          | «Плем'я»                              | Номінація                             | [ 87 ]                                |                                       |
| 2015                                  | Національна рада кінокритиків США                                      | Топ-5 найкращих іноземних фільмів                                                 | «Плем'я»                              | Перемога                              | [ 88 ]                                |                                       |
| 2015                                  | Остінська асоціація кінокритиків                                       | Найкращий іноземний фільм                                                         | «Плем'я»                              | Номінація                             | [ 89 ]                                |                                       |
| 2015                                  | Премія Національної спілки кінематографістів України                   | Найкращий фільм року                                                              | «Плем'я»                              | Перемога                              | [ 90 ]                                |                                       |
| 2015                                  | Премія Національної спілки кінематографістів України                   | Найкращий ігровий фільм                                                           | «Плем'я»                              | Перемога                              | [ 90 ]                                |                                       |
| 2015                                  | Сан-Франциський міжнародний кінофестиваль                              | «Золоті ворота» за найкращу режисерську роботу                                    | Мирослав Слабошпицький                | Номінація                             | [ 91 ]                                |                                       |
| 2016                                  | Австралійська асоціація кінокритиків                                   | Найкращий іноземний фільм                                                         | «Плем'я»                              | Номінація                             | [ 92 ]                                |                                       |
| 2016                                  | Асоціація кінокритиків Центрального Огайо                              | Найкращий іноземний фільм                                                         | «Плем'я»                              | Номінація                             | [ 93 ]                                |                                       |
| 2016                                  | Асоціація кінокритиків Центрального Огайо                              | Найкращий непомічений фільм                                                       | «Плем'я»                              | Перемога                              | [ 93 ]                                |                                       |
| 2016                                  | Лондонська спілка кінокритиків                                         | Найкращий іноземний фільм року                                                    | «Плем'я»                              | Номінація                             | [ 94 ]                                |                                       |
| 2016                                  | Премія Cinema Eye Honors                                               | Найкращий єретичний фільм                                                         | «Плем'я»                              | Номінація                             | [ 95 ]                                |                                       |
| 2016                                  | Премія «Гопо»                                                          | Найкращий європейський фільм                                                      | «Плем'я»                              | Номінація                             | [ 96 ]                                |                                       |
| 2016                                  | Х'юстонське товариство кінокритиків                                    | Найкращий іноземний фільм                                                         | «Плем'я»                              | Номінація                             | [ 97 ]                                |                                       |

10 вересня 2015 року творцям «Племені», режисеру Мирославу Слабошпицькому та оператору Валентину Васяновичу, була присуджена Державна премія України імені Олександра Довженка за видатний внесок у розвиток українського кіномистецтва. У березні 2015 року п'ять учасників знімальної команди фільму, зокрема продюсери Ія Мислицька і Олена Слабошпицька, оператор Валентин Васянович, звукорежисер Сергій Степанський і акторка Яна Новикова, стали членами Європейської кіноакадемії.

## Реліз
Перед показом Плем'я' Канському тижні критики французький кінопрокатник Alpha Violet придбав міжнародні права на фільм.
Світова прем'єра фільму «Плем'я» відбулась 21 травня 2014 року у рамках конкурсної програми «Тиждень критики» Каннського кінофестивалю; фільм став першою українською стрічкою, що увійшла у цей конкурс. За словами Ремі Бонома, програмного координатора секції, «Плем'я» був найочікуванішим фільмом програми: на його перший показ близько 200 людей так і не змогли потрапити у зал. Також на прем'єрі були присутні представники товариства глухих Франції, для яких фільм презентували українською, французькою та англійською мовами жестів. Фільм отримав Гран-прі «Тижня критики» – кіноманської програми для тих, хто до основного конкурсу не дістався, але кого керівництво кінофоруму вважає за потрібне привітати з тієї чи тієї, іноді лише йому самому зрозумілої причини. Деякі українські кінокритики вважають, що потраплення фільму в Канни, а відтак і тамтешня перемога мало - це політичний крок, привітальний жест журі Каннського кінофестивалю в бік України, злегка завуальоване визнання її правоти.
1 серпня 2016 року «Плем'я» вийшло на відеосервісі Netflix у США, Пуерто-Рико та американських Віргінських островів. Він став шостим українським фільмом, випуск якого відбувся на цьому сервісі. Крім того, стрічка доступна для перегляду на інших відеоплатформах — Amazon Instant Video, Google Play Movies, PlayStation, Apple iTunes та Microsoft Store.